# Aloys Odenthal
Aloys Odenthal (* 8. März 1912 in Düsseldorf; † 30. November 2003 ebenda) war ein deutscher Architekt, Widerstandskämpfer gegen das NS-Regime und Ehrenbürger von Düsseldorf.

## Widerstand in Düsseldorf
Im April 1945 beteiligte er sich an einer Aktion Düsseldorfer Bürger, um die Stadt kampflos an die vorrückenden amerikanischen Streitkräfte zu übergeben. (Siehe hierzu den Hauptartikel Aktion Rheinland.)

## Nach 1945
Nach dem Krieg beteiligte sich der Architekt und gläubige Katholik Aloys Odenthal maßgeblich am Wiederaufbau der Düsseldorfer Kirchen und hielt bis zu seinem Tod die Erinnerung an die Kriegsverbrechen und das NS-Regime wach.

## Ehrungen
Für seine Verdienste um Düsseldorf wurden ihm am 23. Oktober 1985 die Ehrenbürgerrechte der Stadt Düsseldorf verliehen. In Düsseldorf-Gerresheim, wo er lebte und arbeitete, ist zwischen Neusser Tor und Alter Markt der Aloys-Odenthal-Platz nach ihm benannt worden. Zudem trägt seit Mitte 2007 eine Gemeinschaftsgrundschule, die Aloys-Odenthal-Schule in Düsseldorf-Gerresheim, seinen Namen. Odenthal hat ein Ehrengrab auf dem Gerresheimer Waldfriedhof.